# Tolučeevka
La Tolučeevka (in russo Толучеевка?) è un fiume della Russia europea, affluente di sinistra del Don. Scorre nei rajon Petropavloskij, Kalačeevskij e Vorob'ëvskij dell'oblast' di Voronež.
Il fiume scorre scorre in direzione meridionale attraversando molti centri abitati tra cui la città di Kalač. La corrente è generalmente veloce. La profondità del fiume è di circa 2-3 metri. La larghezza media è di 30 m. Sfocia nel Don a 983 km dalla foce, a 6 km dal villaggio di Starotolučeevo. Ha una lunghezza di 142 km; l'area del suo bacino è di 5 050 km². I suoi maggiori affluenti sono: Podgornaja (lungo 68 m) e Kriuša (77 km), ambedue provenienti dalla sinistra idrografica.